# Pythonichthys asodes
Espèce
Statut de conservation UICN

 LC  : Préoccupation mineure
Pythonichthys asodes est une espèce de poissons téléostéens serpentiformes.